# Eduard Oscar Schmidt
Eduard Oscar Schmidt (Torgau, 21 febbraio 1823 – Strasburgo, 17 gennaio 1886) è stato un botanico e zoologo tedesco.

## Opere
- Lehrbuch der Zoologie (W. Braumüller, Vienna, 1854).
- Éponges de la mer Adriatique (1862-1866).
- Descendance et darwinisme (G. Baillière, Parigi, 1874; nuove edizioni 1876, 1880, 1885).
- Handbuch der vergleichenden Anatomie, Leitfaden bei zoologischen und zootomischen Vorlesungen (H. Dufft, Jena, 1876).
- Die naturwissenschaftlichen Grundlagen der Philosophie des Unbewussten (F.A. Brockhaus, Lipsia, 1877).
- Les vers, les mollusques, les échinodermes, les zoophytes, les protozoaires et les animaux des grandes profondeurs (G. Baillière, Parigi, 1884).
- Les mammifères dans leurs rapports avec leurs ancêtres géologiques (édition française très augmentée par l'auteur, Félix Alcan, Parigi, 1887).
- Science and socialism nella rivista Popular Science Monthly (Vol. XIV, novembre 1878 - aprile 1879).